# Чемпионат Москвы по футболу 1912
Чемпионат Москвы по футболу 1912 стал III первенством, организованным Московской футбольной лигой (МФЛ).  
Турнир главных команд (Класс «А») носил название Кубок Фульда. 
Чемпионом в третий раз стал клуб КС «Орехово».

## Организация и проведение турнира
В этом сезоне в чемпионат МФЛ вернулся «Британский» КС, который, наряду с первенствовавшим в прошлом сезоне  в классе «Б» клубом «Новогиреево» добавился к пяти участникам прошлогоднего чемпионата. Эти семь клубов могли выставить каждый по три команды (в реальности же так смогли поступить не все клубы: II команд было заявлено только шесть, III — только четыре), которые разыграли традиционные кубки для команд класса «А» (Фульда, Вашке и Миндера). 
В классе «Б» за кубок Мусси соревновались восемь клубов (каждый клуб мог выставить по две команды; в реальности также не все клубы сумели воспользоваться этим правом — II команд было всего пять). 
Таким образом, всего в чемпионате на пяти соревновательных уровнях приняли старт 30 команд, представлявшие 15 клубов . 
На высшем уровне (первые команды класса «А») участвовали 7 команд
- КС «Орехово»
- «Сокольнический» КС
- «Замоскворецкий» КС
- «Унион»
- КФ «Сокольники»
- «Британский» КС
- «Новогиреево»

По итогам первенства был предусмотрен обмен между классами: победитель в классе «Б» заменял в будущем сезоне неудачника класса «А».

## Ход турнира (I команды класса «А»)

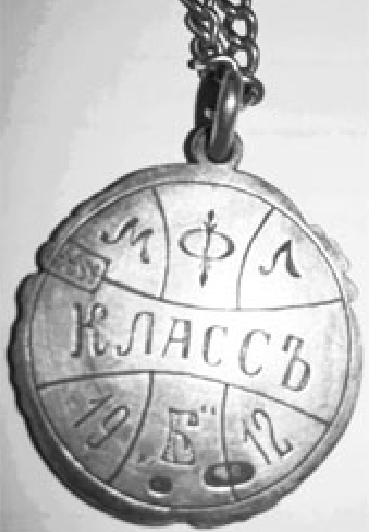
Жетон победителя МФЛ

Чемпионат стартовал 5 августа. Игры прошли в два круга.
До начала турнира ожидалась борьба между «морозовцами» и «британцами». В первом же туре фавориты встретились в очной встрече: в интересном матче, как иронически выразилась одна из московских газет, «англичан с англичанами» проиграло Орехово — впервые на своем поле в матчах лиги. Однако больше «морозовцы» не оступились ни разу, уверенно взяв реванш уже в пятом туре у БКС на выезде (5:2), в то время, как их основные конкуренты выглядели не столь убедительно: некоторые победы «британцам» дались с трудом, КФ «Сокольники» сумели добыть в матче с ними ничью, а «Замоскворецкий» КС и вовсе обыграл родоначальников футбола. Тем не менее, «Британский» КС уверенно занял второе место с большим отрывом. В жаркой схватке за третью позицию четыре команды разделило всего два очка: удача улыбнулась уверенно проведшей заключительную часть первенства команде КФ «Сокольники». Всех шокировал громкий провал легендарного «Сокольнического» КС, испытывавшего огромные кадровые проблемы. СКС проиграл все матчи (три четверти из них — с крупным счетом) пропустив в среднем более 6 мячей за матч. МФЛ и пресса (в частности, газета «Къ спорту!») неоднократно высказывались за реабилитацию одного из старейших и аристократических клубов Москвы, обладавшего, к тому же, одним из лучших полей; в конце концов, было принято решение о сохранении за клубом места в классе «А» на следующий сезон «сверх штата» вопреки спортивному принципу. Однако этой милостью клубу не суждено было воспользоваться: поздней осенью 1912 года он объявил о роспуске всех спортивных секций «за исключением лаун-тенниса».

### Турнирная таблица
| № | Команды             | 1        | 2        | 3       | 4       | 5       | 6       | 7        | В  | Н | П  | М       | О  |
| - | ------------------- | -------- | -------- | ------- | ------- | ------- | ------- | -------- | -- | - | -- | ------- | -- |
|   | КС «Орехово»        |          | 2:3 5:2  | 3:1 2:0 | 5:2 2:1 | 7:0 8:1 | 8:1 6:2 | 14:2 3:0 | 11 | 0 | 1  | 65 — 15 | 22 |
|   | «Британский» КС     | 2:5 3:2  |          | 1:1     | 1:2 2:1 | 2:1 4:0 | 4:1 2:1 | 10:1 3:1 | 8  | 1 | 2  | 34 — 16 | 17 |
|   | КФ «Сокольники»     | 0:2 1:3  | 1:1      |         | 3:2 1:4 | 2:1 1:2 | 4:1 2:2 | 3:2 5:0  | 5  | 2 | 4  | 23 — 20 | 12 |
| 4 | «Замоскворецкий» КС | 1:2 2:5  | 1:2 2:1  | 4:1 2:3 |         | 1:3 4:4 | 4:0 4:5 | 8:0 5:0  | 5  | 1 | 6  | 38 — 26 | 11 |
| 5 | «Новогиреево»       | 1:8 0:7  | 0:4 1:2  | 2:1 1:2 | 4:4 3:1 |         | 2:3 3:2 | 2:1 8:0  | 5  | 1 | 6  | 27 — 35 | 11 |
| 6 | «Унион»             | 2:6 1:8  | 1:2 1:4  | 2:2 1:4 | 5:4 0:4 | 2:3 3:2 |         | 9:3 5:0  | 4  | 1 | 7  | 32 — 42 | 9  |
| 7 | «Сокольнический» КС | 0:3 2:14 | 1:3 1:10 | 0:5 2:3 | 0:5 0:8 | 0:8 1:2 | 0:5 3:9 |          | 0  | 0 | 12 | 10 — 75 | 0  |

### Матчи
| 5 авг | «Замоскворецкий» КС | 4:1 | КФ «Сокольники» | Москва                                 |
| | - В.Сысоев          |     |                 | Стадион: поле ЗКС Судья: И.Савостьянов |
| «Замоскворецкий» КС: Бабыкин - Морозов, Б.Николаев - Р.Казалет, Воздвиженский, Филатов-I - Эрвинг, В.Сысоев, Элиссон, Житарев, Варенцов КФ «Сокольники»: Силуанов - Лопухов, Н.Савостьянов - Житков, Н.Попов, Макарьевский - А.Филиппов, С.Филиппов, М.Филиппов, А.Петров, Н.Денисов |                     |     |                 |                                        |

| 5 авг | «Новогиреево» | 3:2 | «Унион» | Москва                                  |
| |               |     |         | Стадион: поле «Униона» Судья: Воронович |
| «Новогиреево»: Мартынов - Н.Коротков, Воронцов - Скворцов, Горшков, Игнатов - Г.Чинилин, Гришин, Николаев, П.Золкин, Фосс «Унион»: Матрин - В.Иванов, В.Миндер - Б.Зейдель, Трипп, Фельгенгауэр - М.Смирнов, Горелов, Манин, А.Скорлупкин, Л.Смирнов |               |     |         |                                         |

| 5 авг | «Британский» КС | 3:2 | КС «Орехово» | Орехово-Зуево                         |
| |                 |     |              | Стадион: парк Морозовых Судья: Д.Белл |
| «Британский» КС: Гебхард - Ф.Джонс, Паркер - Киркман, Ньюман, Т.Джонс - Хилл, Уэбстер, Э.Томас, Бизли, Морган КС «Орехово»: Бухаринский - Савинцев, В.Мишин - А.Акимов, Дж.Чарнок, Дикин - Томлинсон, Бонд, В.Чарнок, Локкарт, А.Мишин |                 |     |              |                                       |

| 6 авг | «Замоскворецкий» КС | 5:0 | «Сокольнический» КС | Москва                           |
| | - В.Сысоев          |     |                     | Стадион: поле СКС Судья: А.Вашке |
| «Замоскворецкий» КС: Бабыкин - Морозов, Б.Николаев - Р.Казалет, Воздвиженский, Филатов-I - Эрвинг, В.Сысоев, Элиссон, Житарев, Варенцов «Сокольнический» КС: Н.Васильев - Римша, Роб.Вентцелли - С.Виноградов, Панов, М.Чернышев - В.Серпинский, Р.Серпинский, В.Соколов, Руд.Вентцелли, А.Васильев |                     |     |                     |                                  |

| 6 авг | КС «Орехово» | 6:2 | «Унион» | Москва                                    |
| |              |     |         | Стадион: поле «Униона» Судья: Ингельстрем |
| КС «Орехово»: Бухаринский - Савинцев, В.Мишин - А.Акимов, Дж.Чарнок, Дикин - Томлинсон, Бонд, В.Чарнок, Локкарт, А.Мишин «Унион»: Матрин - В.Иванов, В.Миндер - Б.Зейдель, Трипп, Фельгенгауэр - М.Смирнов, Тамман, Манин, А.Скорлупкин, Л.Смирнов |              |     |         |                                           |

| 6 авг | «Новогиреево» | 2:1 | КФ «Сокольники» | Новогиреево                      |
| |               |     |                 | Стадион: поле НСО Судья: А.Мухин |
| «Новогиреево»: Мартынов - Н.Коротков, Воронцов - Скворцов, Горшков, Игнатов - Г.Чинилин, Гришин, Николаев, П.Золкин, Фосс КФ «Сокольники»: Силуанов - Лопухов, Н.Савостьянов - Веселов, С.Филиппов, Макарьевский - А.Филиппов, Сафонов, М.Филиппов, А.Петров, Н.Денисов |               |     |                 |                                  |

| 12 авг | «Британский» КС | 4:1 | «Унион» | Москва                                     |
| |                 |     |         | Стадион: поле «Униона» Судья: Б.Яроцинский |
| «Британский» КС: Гебхард - Ф.Джонс, Паркер - Киркман, Ньюман, Т.Джонс - Хилл, Уэбстер, Э.Томас, Бизли, Морган «Унион»: Матрин - В.Иванов, В.Миндер - Мюллер, Фельгенгауэр, Антропов-II - М.Смирнов, Китрих, Манин, А.Скорлупкин, Л.Смирнов |                 |     |         |                                            |

| 12 авг | «Новогиреево» | 3:1 | «Замоскворецкий» КС | Москва                             |
| |               |     | - В.Сысоев          | Стадион: поле ЗКС Судья: Воронович |
| «Новогиреево»: Мартынов - Н.Коротков, Воронцов - Скворцов, Горшков, Игнатов - Г.Чинилин, Гришин, Николаев, Л.Золкин, П.Золкин «Замоскворецкий» КС: Бабыкин - Эрвинг, Б.Николаев - Воздвиженский, Мартынов, Филатов-II - Филатов-I, В.Сысоев, Элиссон, Житарев, С.Романов-II |               |     |                     |                                    |

| 12 авг | КС «Орехово» | 2:0 | КФ «Сокольники» | Москва                           |
| |              |     |                 | Стадион: поле СКС Судья: Д.Бейнс |
| КС «Орехово»: Бухаринский - Савинцев, В.Мишин - А.Акимов, Дж.Чарнок, Дикин - Томлинсон, Бонд, В.Чарнок, Локкарт, А.Мишин КФ «Сокольники»: Силуанов - Лопухов, Н.Савостьянов - Веселов, Иванов, С.Филиппов - А.Филиппов, Сафонов, М.Филиппов, А.Петров, Н.Денисов |              |     |                 |                                  |

| 15 авг | КС «Орехово» | 5:2 | «Замоскворецкий» КС | Орехово-Зуево                                           |
| |              |     | - В.Сысоев          | Стадион: парк Морозовых Зрителей: ~3 000 Судья: А.Вашке |
| КС «Орехово»: Бухаринский - Савинцев, В.Мишин - А.Акимов, Дж.Чарнок, Дикин - Томлинсон, Бонд, В.Чарнок, Локкарт, А.Мишин «Замоскворецкий» КС: Бабыкин - Эрвинг, Б.Николаев - Воздвиженский, Мартынов, Филатов-II - Утенков, В.Сысоев, Элиссон, Житарев, С.Романов-II |              |     |                     |                                                         |

| 15 авг | «Унион» | 9:3 | «Сокольнический» КС | Москва                               |
| |         |     |                     | Стадион: поле «Униона» Судья: Д.Белл |
| «Унион»: Матрин - В.Иванов, В.Миндер - Антропов-II, Фельгенгауэр, Трипп - М.Смирнов, Дальский, МкКиббин, А.Скорлупкин, Л.Смирнов «Сокольнический» КС: Н.Васильев - Лазарев, Мусси - С.Виноградов, Панов, М.Чернышев - Новожилов, В.Соколов, В.Серпинский, Рыженков, А.Васильев |         |     |                     |                                      |

| 15 авг | КФ «Сокольники» | 1:1 | «Британский» КС | Москва                           |
| |                 |     |                 | Стадион: поле СКС Судья: Д.Бейнс |
| КФ «Сокольники»: Силуанов - Лопухов, Н.Савостьянов - Веселов, Иванов, С.Филиппов - М.Филиппов, Н.Денисов, А.Филиппов, А.Петров, Макарьевский «Британский» КС: Гебхард - Ф.Джонс, Паркер - Киркман, Ньюман, Т.Джонс - Хилл, Уэбстер, Э.Томас, Бизли, Морган |                 |     |                 |                                  |

| 16 авг | КС «Орехово» | 3:1 | КФ «Сокольники» | Орехово-Зуево |

| 19 авг | КС «Орехово»                    | 14:2 | «Сокольнический» КС | Орехово-Зуево                         |
| | - Дж.Чарнок - Локкарт - А.Мишин |      |                     | Стадион: парк Морозовых Судья: Д.Белл |
| КС «Орехово»: Бухаринский - Савинцев, В.Мишин - А.Акимов, Дж.Чарнок, Чичваркин - Томлинсон, Бонд, Дикин, Локкарт, А.Мишин «Сокольнический» КС: Н.Васильев - Лазарев, Ржанов - С.Виноградов, Панов, М.Чернышев - Понятовский, Новожилов, В.Соколов, А.Васильев, ? |                                 |      |                     |                                       |

| 19 авг | «Британский» КС   | 2:1 | «Новогиреево»    | Москва                                                  |
| | - Ньюман ~40′ 87′ |     | - ~30′ Г.Чинилин | Стадион: поле «Униона» Зрителей: ~ 1 000 Судья: Д.Бейнс |
| «Британский» КС: Гебхард - Ф.Джонс, Паркер - Киркман, Гранд, Т.Джонс - Уэбстер, Ньюман, Э.Томас, Ланн, Бизли «Новогиреево»: Мартынов - Н.Коротков, Воронцов - Скворцов, Горшков, Игнатов - Г.Чинилин, Гришин, Николаев, Л.Золкин, П.Золкин |                   |     |                  |                                                         |

| 19 авг | «Унион»                                                       | 5:4 | «Замоскворецкий» КС                     | Москва                           |
| | - А.Скорлупкин 1:0′ 4:4′ - Горелов 2:0′ 5:4′ - Л.Смирнов 3:0′ |     | - 3:1′ 3:3′ В.Сысоев - 3:2′ 60′ Житарев | Стадион: поле ЗКС Судья: А.Мухин |
| «Унион»: Матрин - В.Иванов, В.Миндер - Антропов-II, Фельгенгауэр, Трипп - М.Смирнов, Горелов, Манин, А.Скорлупкин, Л.Смирнов «Замоскворецкий» КС: Бабыкин - Морозов, Б.Николаев - Воздвиженский, Р.Казалет, Филатов-II - Эрвинг, В.Сысоев, Элиссон, Житарев, Варенцов |                                                               |     |                                         |                                  |

| 26 авг | КС «Орехово»          | 5:2 | «Британский» КС | Москва                                               |
| | - Ф.Джонс 1:0′ (авт.) |     |                 | Стадион: поле «Униона» Зрителей: 2 000 Судья: Д.Белл |
| КС «Орехово»: Гринвуд - Савинцев, В.Мишин - А.Акимов, Дж.Чарнок, Э.Чарнок - Томлинсон, Дикин, В.Чарнок, Локкарт, Бонд «Британский» КС: Гебхард - Ф.Джонс, Паркер - Киркман, Ньюман, Т.Джонс - Хоккинс, Уэбстер, Э.Томас, Ланн, Боллдог |                       |     |                 |                                                      |

| 26 авг | «Новогиреево» | 4:4 | «Замоскворецкий» КС | Новогиреево                        |
| |               |     | - В.Сысоев          | Стадион: поле НСО Судья: Воронович |
| «Новогиреево»: Мартынов - Н.Коротков, Воронцов - Скворцов, Горшков, Игнатов - Г.Чинилин, Паур, И.Чинилин, Л.Золкин, П.Золкин · «Замоскворецкий» КС: Бабыкин - Морозов, Лебедев - Р.Казалет, Воздвиженский, Филатов-II 15' - Эрвинг, В.Сысоев, К.Казалет, Житарев, Варенцов |               |     |                     |                                    |

| 26 авг | КФ «Сокольники» | 3:2 | «Сокольнический» КС | Москва                             |
| |                 |     |                     | Стадион: поле СКС Судья: Слудников |
| КФ «Сокольники»: Житков - Лопухов, Веселов - Махлин, С.Филиппов, Макарьевский - А.Филиппов, Баранов, М.Филиппов, А.Петров, Н.Денисов «Сокольнический» КС: Н.Васильев - Лазарев, Роб.Вентцелли - Ржанов, Панов, М.Чернышев - В.Серпинский, Новожилов, В.Соколов, Шабельников, А.Васильев |                 |     |                     |                                    |

| 29 авг | КС «Орехово» | 3:0 | «Сокольнический» КС | Москва                         |
|        |              |     |                     | Стадион: поле СКС Судья: Кынин |

| 29 авг | «Британский» КС | 2:1 | «Замоскворецкий» КС | Москва                                           |
| |                 |     | - (пен.) В.Сысоев   | Стадион: поле ЗКС Зрителей: 2 000 Судья: А.Шульц |
| «Британский» КС: Гебхард - Ф.Джонс, Паркер - Киркман, Ньюман, Т.Джонс - Бизли, Уэбстер, Э.Томас, Ланн, Боллдог «Замоскворецкий» КС: Бабыкин - Морозов, Лебедев - Р.Казалет, К.Казалет, Воздвиженский - Эрвинг, В.Сысоев, Варенцов, Житарев, Н.Никитин |                 |     |                     |                                                  |

| 29 авг | «Унион»                                   | 2:2 | КФ «Сокольники»   | Москва                                                |
| | - 2:1′ (пен.) - Н.Савостьянов 2:2′ (авт.) |     | - 0:1′ А.Филиппов | Стадион: поле «Униона» Зрителей: ~1 000 Судья: Д.Белл |
| «Унион»: Матрин - В.Иванов, В.Миндер - Антропов-II, Фельгенгауэр, Трипп - М.Смирнов, Горелов, Манин, А.Скорлупкин, Л.Смирнов КФ «Сокольники»: Силуанов - Лопухов, Н.Савостьянов - Веселов, Махлин, Макарьевский - М.Филиппов, С.Филиппов, А.Филиппов, Баранов, Н.Денисов |                                           |     |                   |                                                       |

| 2 сен | КС «Орехово» | 2:1 | «Замоскворецкий» КС    | Москва                                |
| |              |     | - 2:1′ (пен.) В.Сысоев | Стадион: поле ЗКС Судья: Б.Яроцинский |
| КС «Орехово»: Гринвуд - Савинцев, В.Мишин - А.Акимов, Дж.Чарнок, Э.Чарнок - Томлинсон, Дикин, В.Чарнок, А.Мишин, Бонд «Замоскворецкий» КС: Бабыкин - Морозов, Лебедев - Р.Казалет, Воздвиженский, К.Казалет - Эрвинг, В.Сысоев, Элиссон, Житарев, Варенцов |              |     |                        |                                       |

| 2 сен | «Британский» КС  | 4:0 | «Новогиреево» | Москва                                               |
| | - Э.Томас - Ланн |     |               | Стадион: поле «Униона» Зрителей: 2 500 Судья: Д.Белл |
| «Британский» КС: Гебхард - Ф.Джонс, Паркер - Киркман, Ньюман, Т.Джонс - Бизли, Уэбстер, Э.Томас, Ланн, Боллдог «Новогиреево»: Мартынов - Н.Коротков, Воронцов - Скворцов, Горшков, Игнатов - Г.Чинилин, Николаев, Гришин, Л.Золкин, П.Золкин |                  |     |               |                                                      |

| 2 сен | «Унион»                                      | 5:0 | «Сокольнический» КС | Москва            |
| | - Манин 1:0′ - 47'(пен.) - Трипп 5:0′ (пен.) |     | - (пен.) В.Соколов  | Стадион: поле СКС |
| «Унион»: Матрин - В.Иванов, В.Миндер - Антропов-II, Фельгенгауэр, Трипп - М.Смирнов, Горелов, Манин, А.Скорлупкин, Л.Смирнов «Сокольнический» КС: Н.Васильев - Лазарев, Римша - Ржанов, Панов, М.Чернышев - В.Серпинский, Новожилов, В.Соколов, Шабельников, А.Васильев |                                              |     |                     |                   |

| 8 сен | «Замоскворецкий» КС                  | 2:1 | «Британский» КС | Москва                                |
| | - В.Сысоев 1:0′ - Воздвиженский 2:1′ |     |                 | Стадион: поле «Униона» Судья: А.Мухин |
| «Замоскворецкий» КС: Бабыкин - Морозов, Лебедев - Р.Казалет, Воздвиженский, Филатов-II - Эрвинг, В.Сысоев, К.Казалет, Житарев, Варенцов «Британский» КС: Гебхард - Ф.Джонс, Паркер - Киркман, Ньюман, Т.Джонс - Бизли, Уэбстер, Э.Томас, Ланн, Боллдог |                                      |     |                 |                                       |

| 8 сен | «Новогиреево» | 2:1 | «Сокольнический» КС | Новогиреево                            |
| |               |     |                     | Стадион: поле НСО Судья: И.Савостьянов |
| «Новогиреево»: Мартынов - Н.Коротков, Воронцов - Скворцов, Горшков, Игнатов - Г.Чинилин, Паур, Гришин, П.Золкин, С.Агапов «Сокольнический» КС: Н.Васильев - Лазарев, Римша - Ржанов, Панов, М.Чернышев - Новожилов, В.Соколов, А.Васильев |               |     |                     |                                        |

| 8 сен | КФ «Сокольники» | 4:1 | «Унион» | Москва                          |
| |                 |     |         | Стадион: поле СКС Судья: Д.Белл |
| КФ «Сокольники»: Силуанов - Лопухов, Н.Савостьянов - Веселов, Махлин, Макарьевский - М.Филиппов, С.Филиппов, А.Филиппов, Баранов, Н.Денисов «Унион»: Матрин - В.Иванов, В.Миндер - Антропов-II, Фельгенгауэр, Трипп - М.Смирнов, Горелов, Лаш, А.Скорлупкин, Л.Смирнов |                 |     |         |                                 |

| 9 сен | КФ «Сокольники» | 5:0 | «Сокольнический» КС | Москва                          |
| |                 |     |                     | Стадион: поле СКС Судья: Д.Белл |
| КФ «Сокольники»: Силуанов - Лопухов, Н.Савостьянов - Веселов, Махлин, Макарьевский - М.Филиппов, С.Филиппов, А.Филиппов, Баранов, Н.Денисов «Сокольнический» КС: В.Виноградов - Роб.Вентцелли, Римша - С.Виноградов, Панов, М.Чернышев - Руд.Вентцелли, Новожилов, В.Соколов, Лазарев, А.Васильев |                 |     |                     |                                 |

| 9 сен | «Британский» КС | 2:1 | «Унион» | Москва                                |
| |                 |     |         | Стадион: поле «Униона» Судья: А.Мухин |
| «Британский» КС: Гебхард - Ф.Джонс, Паркер - Киркман, Ньюман, Т.Джонс - Бизли, Уэбстер, Э.Томас, Ланн, Боллдог «Унион»: Матрин - В.Иванов, В.Миндер - Антропов-II, Фельгенгауэр, Трипп - М.Смирнов, Горелов, Манин, А.Скорлупкин, Л.Смирнов |                 |     |         |                                       |

| 9 сен | КС «Орехово» | 7:0 | «Новогиреево» | Орехово-Зуево                         |
| |              |     |               | Стадион: парк Морозовых Судья: Грунди |
| КС «Орехово»: Гринвуд - Савинцев, В.Мишин - А.Акимов, Дж.Чарнок, А.Кынин - Томлинсон, Дикин, В.Чарнок, Локкарт, Бонд «Новогиреево»: Мартынов - Н.Коротков, Воронцов - Скворцов, Горшков, Игнатов - Г.Чинилин, Л.Золкин, Гришин, П.Золкин, С.Агапов |              |     |               |                                       |

| 14 сен | «Британский» КС  | 10:1 | «Сокольнический» КС | Москва                                     |
| | - Ф.Джонс - Стот |      | - В.Соколов         | Стадион: поле «Униона» Судья: Б.Яроцинский |
| «Британский» КС: Гебхард - Болл, Паркер - Киркман, Ньюман, Робертс - Уэбстер, Хокинс, Ф.Джонс, Стот, Боллдог «Сокольнический» КС: ... Римша, В.Соколов ... |                  |      |                     |                                            |

| 14 сен | «Унион»                                     | 3:2 | «Новогиреево»                                              | Новогиреево                     |
| | - М.Смирнов ~5′ - Горелов 30′ - 3:2′ (пен.) |     | - ~40′ Л.Золкин - (пен.) П.Золкин - (пен.) Мартынов - 2:2′ | Стадион: поле НСО Судья: О.Паур |
| «Унион»: Матрин - В.Иванов, В.Миндер - Антропов-II, Фельгенгауэр, Александров - М.Смирнов, Горелов, Манин, А.Скорлупкин, Л.Смирнов «Новогиреево»: Мартынов - Н.Коротков, Воронцов - Скворцов, Горшков, Игнатов - Г.Чинилин, Л.Золкин, ..., П.Золкин, ... |                                             |     |                                                            |                                 |

| 14 сен | КФ «Сокольники» | 3:2 | «Замоскворецкий» КС | Москва                           |
| |                 |     | - В.Сысоев          | Стадион: поле СКС Судья: Ермаков |
| КФ «Сокольники»: Силуанов - Лопухов, Н.Савостьянов - Веселов, Махлин, Макарьевский - М.Филиппов, С.Филиппов, А.Филиппов, Баранов, Н.Денисов «Замоскворецкий» КС: Бабыкин - Морозов, Лебедев - Р.Казалет, Воздвиженский, Филатов-II - Эрвинг, В.Сысоев, К.Казалет, Житарев, Варенцов |                 |     |                     |                                  |

| 16 сен | КФ «Сокольники» | 2:1 | «Новогиреево» | Москва                           |
| | - (пен.)        |     |               | Стадион: поле СКС Судья: А.Мухин |
| КФ «Сокольники»: Силуанов - Лопухов, Н.Савостьянов - Веселов, Махлин, Макарьевский - М.Филиппов, С.Филиппов, А.Филиппов, Баранов, Н.Денисов «Новогиреево»: Мартынов - Н.Коротков, Воронцов - Скворцов, Горшков, Игнатов - Г.Чинилин, Л.Золкин, ..., П.Золкин, ... |                 |     |               |                                  |

| 16 сен | «Замоскворецкий» КС | 8:0 | «Сокольнический» КС | Москва            |
| | - В.Сысоев          |     |                     | Стадион: поле ЗКС |
| «Замоскворецкий» КС: Бабыкин - Морозов, Лебедев - Р.Казалет, Воздвиженский, Филатов-II - Эрвинг, В.Сысоев, К.Казалет, Житарев, Варенцов |                     |     |                     |                   |

Матч КС «Орехово» — «Унион» перенесен в 13 тур ввиду занятости игроков обеих команд в сборной Москвы
.
| 14 окт | КС «Орехово» | 8:1 | «Унион» | Орехово-Зуево                          |
| |              |     |         | Стадион: парк Морозовых Судья: А.Шульц |
| КС «Орехово»: Гринвуд - Савинцев, В.Мишин - К.Андреев, Дж.Чарнок, А.Куликов - Томлинсон, Дикин, В.Чарнок, А.Мишин, Бонд «Унион»: Матрин - А.Скорлупкин, В.Миндер - Антропов-II, Фельгенгауэр, МкКиббин - М.Смирнов, Горелов, Манин, Трипп, Л.Смирнов |              |     |         |                                        |

| 14 окт | «Новогиреево» | 8:0 | «Сокольнический» КС | Москва                          |
| |               |     |                     | Стадион: поле СКС Судья: Д.Белл |
| «Новогиреево»: Мартынов - Н.Коротков, Воронцов - Скворцов, Горшков, Игнатов - Г.Чинилин, И.Чинилин, Гришин, Л.Золкин, П.Золкин |               |     |                     |                                 |

Матч «Британский» КС — КФ «Сокольники» вначале перенесен на более поздний срок, а затем отменен вовсе как не влияющий на турнирное положение для обеих команд
| 21 окт | КС «Орехово» | 8:1 | «Новогиреево» | Орехово-Зуево                          |
| | - В.Чарнок   |     |               | Стадион: парк Морозовых Судья: Булычев |
| КС «Орехово»: Гринвуд - Савинцев, В.Мишин - К.Андреев, А.Куликов, Чичваркин - Томлинсон, Дикин, В.Чарнок, А.Мишин, Бонд |              |     |               |                                        |

| 21 окт | «Замоскворецкий» КС | 4:0 | «Унион» | Москва                                 |
| | - В.Сысоев          |     |         | Стадион: поле ЗКС Судья: И.Савостьянов |
| «Замоскворецкий» КС: Бабыкин - Эйдж, Лебедев - М.Романов-III, Р.Казалет, Филатов-II - Эрвинг, В.Сысоев, К.Казалет, Житарев, Варенцов «Унион»: Матрин - В.Иванов, Постнов - Антропов-II, Фельгенгауэр, МкКиббин - М.Смирнов, Горелов, Манин, А.Скорлупкин, Л.Смирнов |                     |     |         |                                        |

| 21 окт | «Британский» КС | 3:1 | «Сокольнический» КС | Москва                          |
| |                 |     |                     | Стадион: поле СКС Судья: Д.Белл |
| «Британский» КС: Томас-III - Ньюман, Робертс - Киркман, Томас-II, Т.Джонс - Морган, Ланн, Ф.Джонс, Бизли, Боллдог «Сокольнический» КС: Н.Васильев - С.Матрин, Поллан - Свешников, С.Виноградов, Кальпус - М.Чернышев, А.Васильев, В.Виноградов, Фаворский, Кальпус-II |                 |     |                     |                                 |

### Потуровая таблица[13]
| № тура / Команда    | 1            | 2 | 3 | 4 | 5 | 6 | 7 | 8 | 9 | 10 | 11 | 12 | 13 | 14 |   |
| ------------------- | ------------ | - | - | - | - | - | - | - | - | -- | -- | -- | -- | -- | - |
| № тура / Команда    | КС «Орехово» | 5 | 3 | 2 | 1 | 1 | 1 | 1 | 1 | 1  | 1  | 1  | 1  | 1  | 1 |
| «Британский» КС     | 2            | 4 | 4 | 3 | 2 | 3 | 2 | 2 | 2 | 2  | 2  | 2  | 2  | 2  |   |
| КФ «Сокольники»     | 6            | 5 | 6 | 6 | 6 | 6 | 5 | 6 | 6 | 4  | 3  | 3  | 3  | 3  |   |
| «Замоскворецкий» КС | 1            | 1 | 3 | 4 | 4 | 4 | 4 | 5 | 5 | 5  | 6  | 4  | 5  | 4  |   |
| «Новогиреево»       | 3            | 2 | 1 | 2 | 3 | 2 | 3 | 4 | 3 | 3  | 5  | 6  | 4  | 5  |   |
| «Унион»             | 4            | 6 | 7 | 5 | 5 | 5 | 5 | 3 | 4 | 6  | 4  | 5  | 6  | 6  |   |
| «Сокольнический» КС | 7            | 7 | 5 | 7 | 7 | 7 | 7 | 7 | 7 | 7  | 7  | 7  | 7  | 7  |   |

### Матч «Чемпион — Сборная»
Традиционный матч был проведен сразу после завершения первенства; в перерыве между таймами победителям (также по традиции) был вручен кубок.
| 22 окт | КС «Орехово»                | 2:0 | Москва | Орехово-Зуево                                                 |
| | - Дикин 35′ - Томлинсон 55′ |     |        | Стадион: парк Морозовых Зрителей: ~4 000 Судья: И.Савостьянов |
| КС «Орехово»: Гринвуд - Савинцев, В.Мишин - А.Акимов, Дж.Чарнок, Э.Чарнок - Томлинсон, Дикин, В.Чарнок, А.Мишин, Бонд Москва: Матрин - Ф.Джонс, Н.Савостьянов - Элиссон, Ньюман, Фельгенгауэр - М.Смирнов, В.Сысоев, Манин, Житарев, П.Золкин |                             |     |        |                                                               |

|  |  |  |

## Матч с чемпионом Санкт-Петербурга
Как в предыдущем сезоне, команда КС «Орехово» сыграла весной (5 мая 1913 года) в Москве с чемпионом Санкт-Петербурга 1912 года — командой «Унитас». 
Состав «морозовцев», по сравнению с осенью, претерпел некоторые изменения, что, видимо, помешало футболистам, по отзывам прессы, проявить свои лучшие качества. Соперник же, напротив, нащупал удачное сочетание игроков (практически в этом составе менее, чем через месяц, был выигран «весенний кубок» города; в отличие от ореховцев, в нем был всего один англичанин — Уильям Эндрю на правом краю, а тон задавали неоднократно выступавшие за сборную Российской империи Василий Бутусов и Никита Хромов). Искушенные гости сразу же предложили жесткую темповую игру, которая поначалу ошеломила «морозовцев» (и, по отзывам, и рефери матча О.Грунди): один за другим они забили три мяча в ворота Макарова, пропустив лишь один с пенальти. Во втором тайме ореховцам исправить положение не удалось — победа гостей 4:2.
| 5 мая 1913 | КС «Орехово»       | 2:4 | «Унитас»    | Москва                                            |
| | - МкДональд (пен.) |     | - В.Бутусов | Стадион: поле ЗКС Зрителей: 3 000 Судья: О.Грунди |
| КС «Орехово»: Н.Макаров - Савинцев, В.Мишин - А.Акимов, Дж.Чарнок , Н.Кынин - К.Андреев, Томлинсон, МкДональд, В.Чарнок, Э.Чарнок «Унитас»: П.Борейша - П.Соколов, М.Яковлев - Варгин, Н.Хромов, Б.Иконников - Эндрю, Н.Детлов, В.Бутусов, В.Иванов, А.Иванов |                    |     |             |                                                   |

|  |  |  |  |  |

## Лучшая сборная команда Москвы
По окончании сезона газета «К спорту!» провела анкетирование среди читателей и специалистов с целью определения «лучшей» сборной команды Москвы. Лучшие игроки определялись на каждой из позиций в соответствии с наибольшим количеством голосов. Газета привела многочисленные выдержки из писем болельщиков; при этом, в отличие от современности (когда в таких случаях обсуждаются положительные качества игроков) номинантов оценивали в основном очень критически. 
В целом лауреаты набрали (каждый на своей позиции) подавляющее количество голосов; лидером здесь является защитник БКС Артур Паркер (назван в 82 случаях из 97). В свою очередь, любимец болельщиков «Рыжий Вилли» Чарнок был назван на всех атакующих позициях.
Уже в то время достаточно тонко понимающие футбол болельщики обращали внимание, что  «... одних имен мало, команда должна быть стренирована», а братья Филипповы из КФ «Сокольники» отмечали, что «... лучшей командой Москвы будет команда, выигравшая первенство, дополненная игроками других клубов по желанию капитана этой команды».
|  |  |

## Галерея

### Команды
|  |  |  |  |

### Матчи
|  |  |  |  |

## Низшие уровни

### Кубок Вашке (II команды класса «А»)[17]
Победитель — «Замоскворецкий» КС - II
2. «Унион» - II   3. «Новогиреево» - II   4. КФ «Сокольники» - II   5. «Британский» КС - II  6. «Сокольнический» КС - II 

### Кубок Миндера (III команды класса «А»)[18]
Победитель —  «Замоскворецкий» КС - III   
2. КФ «Сокольники» - III   3. «Унион» - III  4. «Сокольнический» КС - III

### Кубок Мусси (класс «Б»)[19]
Победитель —  «Сокольнический» КЛ
2. ОЛЛС   3. «Измайловский» КС   4. «Чухлинка-Шереметьевский» КС   5. «Физическое воспитание»   6. МКЛ; «Вега» и МКЛС дисквалифицированы, результаты сыгранных ими матчей аннулированы
Клуб «Вега» снят с первенства и исключен из лиги за использование незаявленных игроков (на заседании комитета МФЛ 18 сентября)
Команда МКЛС - I снята с кубка Мусси за систематические неявки (на том же заседании)
Клуб  «Мамонтовка» исключен из лиги за проведение несанкционированного междугороднего товарищеского матча (на заседании комитета МФЛ 30 октября)
Клуб «Сокольнический» КЛ получил право на будущий сезон выступать в классе «А».

### Турнир для II команд класса «Б»
Победитель — МКЛС - II
2. «Физическое воспитание» - II   3. «Сокольнический» КЛ - II   4. ОЛЛС - II   5. «Измайловский» КС - II  